# Дзельниця (гміна Желехлінек)
Дзельниця (пол. Dzielnica) — село в Польщі, у гміні Желехлінек Томашовського повіту Лодзинського воєводства.
Населення — 25 осіб (2011).
У 1975-1998 роках село належало до Пйотрковського воєводства.

## Демографія
Демографічна структура станом на 31 березня 2011 року:
|          | Загалом | Допрацездатний вік | Працездатний вік | Постпрацездатний вік |
| -------- | ------- | ------------------ | ---------------- | -------------------- |
| Чоловіки | 13      | 1                  | 8                | 4                    |
| Жінки    | 12      | 0                  | 2                | 10                   |
| Разом    | 25      | 1                  | 10               | 14                   |